# Mercedes-Benz W205
De Mercedes-Benz W205 is de fabrieksbenaming voor de vierde generatie van de Mercedes-Benz C-Klasse, die werd geproduceerd van 2014 tot 2021. In 2018 onderging dit model een facelift. De W205 volgde de W204 C-Klasse op en werd in 2021 opgevolgd door de W206 C-Klasse.

## Design
Deze C-klasse is een stuk groter geworden. Toch is de auto zo'n 100 kg lichter dan voorheen. Hiervan is 70 kg te danken aan het feit dat de carrosserie is gemaakt van een aluminium-staal hybride. Ook daalde hierdoor het brandstofverbruik met zo'n 20 %. Het uiterlijk volgt de nieuwe S-klasse, met meer rondingen dan voorheen. Ook is er een nieuw soort grille voor Mercedes-Benz. Voor het eerst is de C-klasse ook als Cabriolet te krijgen, wat het totaal aantal carrosserievormen op vier brengt. 
Het interieur is drastisch veranderd. Er is een middenconsole waarop nog enkele rijen knoppen te zien zijn, maar veel wordt bediend door middel van een 7 inch scherm daarboven. bij de W205 pre-facelift. Bij de facelift modellen... Dit gebeurt via een soort muis/draaiknop. Ook opvallend zijn de drie ronde ventilatieroosters in het midden.

## Technisch
Er zijn grote veranderingen op het gebied van onderstel bij de W205. Er is een compleet nieuw adaptief onderstel met drie verschillende modi én optioneel luchtvering, welke vier modi heeft: comfort, eco, sport en sport+. Ook zijn er vele nieuwe veiligheidssystemen. Ook zijn er nieuwe motoren in de C-klasse. De C180 heeft voortaan een 1,6 liter met 156 pk, er kwam ook een zuinigere 180 BlueEFFICIENCY met evenveel vermogen. De C200 heeft een 2,0 liter met 184 pk, C250 met 211 pk. De topbenzinemotor is voortaan de vierwielaangedreven C400, met 3,0 liter V6 turbo met 333 pk en 480 Nm. De C-klasse is voortaan dus alleen nog maar met turbomotoren te krijgen.
Er is ook een nieuwe instapdiesel, de 180d met 1,6 liter met 116 pk. Ook de 200d heeft deze motor, met 136 pk. De 220d krijgt het 2,1 liter blok mee met 170 pk, de 250d met 204 pk. Ook kwam er voor het eerst een hybride C-klasse, in de vorm van de 300 h. Deze gebruikt de 2,1 liter dieselmotor gecombineerd met een elektromotor voor een totaal vermogen van 231 pk en 500 Nm koppel. Dit is voortaan de sterkste diesel, zescilinders zijn er niet meer. 
Een jaar later kwamen er nog meer motoren. Om te beginnen een nieuwe instapper, de C160. Deze gebruikt de 1,6 liter benzinemotor met 129 pk. Ook kwam er een sterkere viercilinder, de 300. Deze heeft de 2,0 liter met 245 pk. Ook kwam er de 350 e, de tweede hybride. Ditmaal gaat het om een benzine-elektro hybride, met gecombineerd 279 pk en 600 Nm. Vanaf 2016 waren automaten niet langer een 7-traps exemplaar, maar een 9-traps exemplaar. De handbak bleef gewoon 6 versnellingen tellen.

## AMG
Bij de W205 probeerde AMG iets nieuws. Voortaan kwam er niet maar één AMG, maar meerdere. Om te beginnen de C 63 AMG, dit is de topuitvoering en opvolger van eerdere AMG's. Deze gebruikt een 4,0 liter biturbo V8 met 476 pk en 650 Nm. Als sterkere variant kwam de C 63 S AMG met 510 pk en 700 Nm. Maar de grote verandering was de C 450 AMG. Dit is een mildere AMG, die moet concurreren met de Audi S4. Deze gebruikt een 3,0 liter V6 turbo met 367 pk en 520 Nm koppel. Hij heeft standaard 4Matic vierwielaandrijving en gaat van 0-100 km/u in 4,9 seconden. Vanaf 2016 heet dit model de C 43 AMG.